# Епархия Баукау
Епархия Баукау (лат. Dioecesis Baucana) — епархия Римско-Католической церкви с центром в городе Баукау, Восточный Тимор. Епархия Баукау входит в состав митрополии Дили. Кафедральным собором епархии Баукау является церковь Антония Падуанского.

## История
30 ноября 1996 года Римский папа Иоанн Павел II издал буллу Quo aptius consuleretur, которой учредил епархию Баукау, выделив её из епархии Дили.

## Ординарии епархии
- - священник Basílio do Nascimento (30.11.1996 — 6.03.2004) — апостольский администратор, назначен епископом;
- епископ Basílio do Nascimento (6.03.2004 — 30.10.2021).

## Источник
- Annuario Pontificio, Ватикан, 2007.
- Булла Quo aptius consuleretur (лат.)